# Sarcophaga dreyfusi
Sarcophaga dreyfusi är en tvåvingeart som beskrevs av Andy Z. Lehrer 1994. Sarcophaga dreyfusi ingår i släktet Sarcophaga och familjen köttflugor. Inga underarter finns listade i Catalogue of Life.